# Philochortus hardeggeri
Pseuderemias hardeggeri — вид ящірок родини ящіркових (Lacertidae). Мешкає на Сомалійському півострові.

## Поширення і екологія
Pseuderemias hardeggeri мешкають в Сомалі, а також в сусідніх районах Ефіопії і Джибуті. Вони живуть в сухих саванах і пустелях, на висоті від 700 до 1100 м над рівнем моря.